# Kennet Avenue

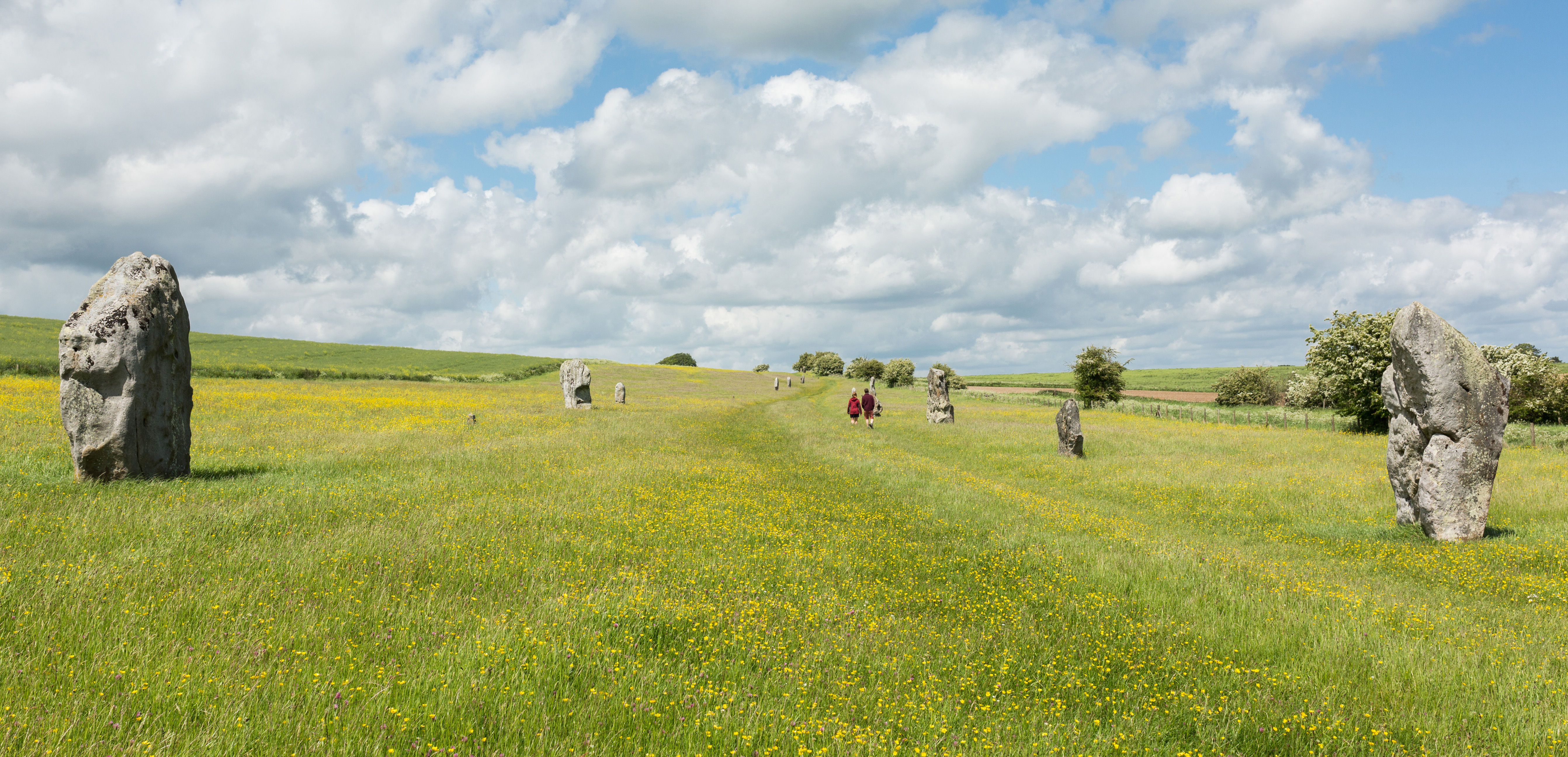
Le double alignement de Kennet Avenue

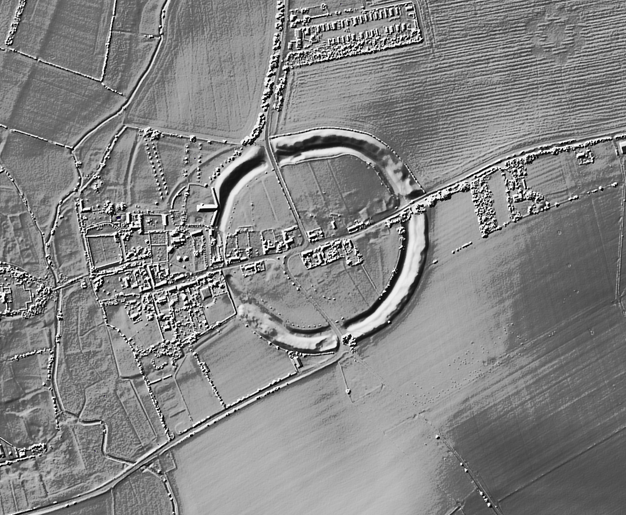
Topographie LIDAR. La Kennet Avenue apparaît au sud-est du cromlech d'Avebury, jusqu'au bas de l'image et au-delà du cadre (le Nord est à droite).

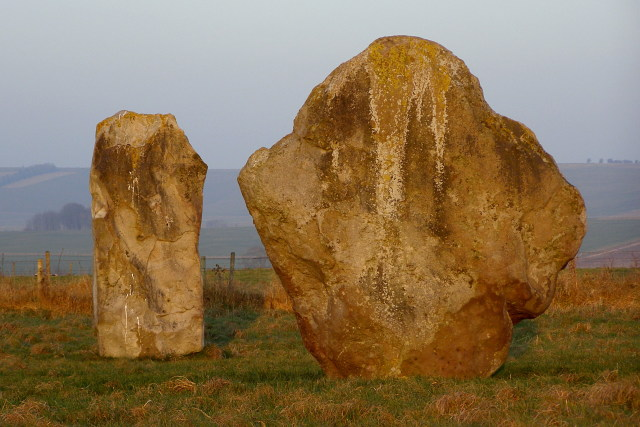
Paire de pierres dressées : une cuboïde fait face à une autre en losange.

West Kennet Avenue, ou Kennet Avenue, est une avenue préhistorique, ou double alignement de menhirs appariés, située dans le comté du Wiltshire, dans le sud de l'Angleterre. Elle part de l'entrée sud-est du cromlech d'Avebury, ensemble monumental néolithique, et suit un tracé sinueux sur une longueur d'environ 2,5 km.
West Kennet Avenue, qui est un élément du site archéologique d'Avebury, fait partie de l'ensemble de Stonehenge, Avebury et sites associés, inscrit sur la liste du Patrimoine mondial de l'Unesco.

## Contexte
West Kennet Avenue, qui reliait probablement les cromlechs d'Avebury et du Sanctuaire (Avebury) (en), a été édifiée quelque temps après leur construction, à la fin du Néolithique, vers 2200 - 2400 av. J.-C..
Il y avait à l'origine quatre avenues qui partaient d'Avebury dans les quatre directions. Il ne reste que la Kennet Avenue vers le sud-est, mais les traces d'une seconde avenue, menant vers le sud-ouest, dénommée Beckhampton Avenue (en), ont été trouvées près de l'entrée ouest du cromlech.
Des trous et des fosses ont été découverts à mi-chemin de la Kennet Avenue. Au début, ils étaient considérés comme des traces de peuplement. On pense aujourd'hui qu'il s'agit des vestiges de sites rituels qui existaient des siècles avant la construction de l'avenue.

## Description

### Double alignement
L'avenue se composait à l'origine de plus de 100 paires de menhirs. La hauteur des pierres est très variable, d'environ 1,20 m à près de 4 m ; la hauteur moyenne est de 3 m.
Les pierres forment un corridor d'une longueur de 2,5 km et d'une largeur de 25 m, qui a tendance à se rétrécir dans la direction du Sanctuaire (Avebury) (en). Les deux alignements parallèles de menhirs appariés se trouvent à une distance entre eux d'environ 24,5 m.
Les pierres apparaissent souvent comme des paires de types différents et opposés : l'une est mince et cuboïde, l'autre est large et en forme de losange. Cela a été interprété comme l'incarnation des aspects masculin (cuboïde) et féminin (en forme de diamant),.

### Parcours
Le parcours a été parfois difficile à reconstituer sur toute sa longueur, car interrompu par des terres agricoles. Dans les années 1990, des tentatives ont été faites pour retracer le parcours en utilisant des méthodes de recherche modernes, ce qui a été partiellement couronné de succès.
À première vue, le tracé sinueux de l'avenue semble insouciant et incompréhensible. Une explication à cela est la découverte de sites préhistoriques qui jalonnent le parcours et dont les implantations et bâtiments sont pris en compte par le tracé de la voie. Une autre explication possible est l'effet de surprise que les courbes ont sur l'angle de vue, qui devaient rendre la vue du sanctuaire encore plus spectaculaire.

## Historique

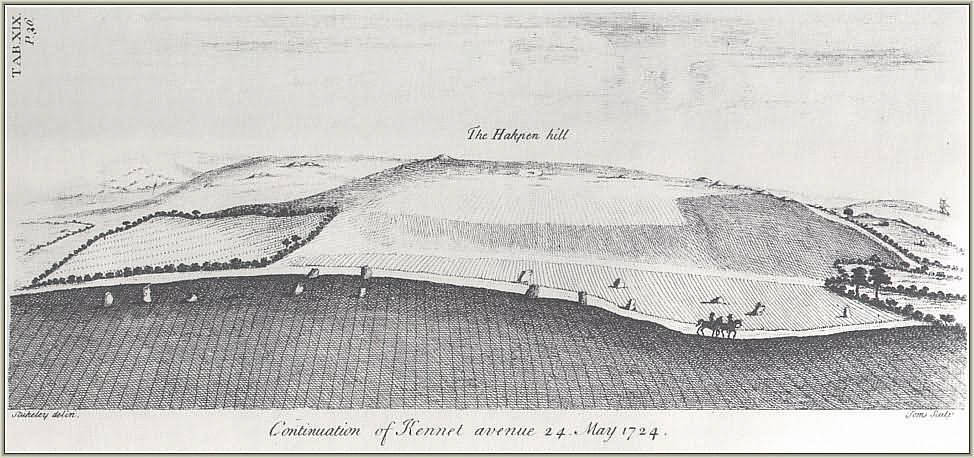
West Kennett Avenue, vue par William Stukeley, 1724

Certaines pierres manquaient déjà lorsque John Aubrey décrivit l'avenue pour la première fois au XVIIe siècle. William Stukeley n'a décrit que 72 pierres en 1724. En 1912, Maud Cunnington mena les premiers travaux sur la Kennet Avenue, retrouvant ainsi d'autres pierres enfouies.
En 1932, Alexander Keiller n'a trouvé que quatre nouveaux menhirs. Keiller a pu montrer que la coutume d'abattre les pierres et de les enterrer existait depuis le Moyen Âge, probablement parce qu'elles étaient considérées comme l'œuvre du diable. De plus, les pierres ont été utilisées comme matériau de construction par les agriculteurs voisins.
Grâce aux travaux de Keiller, à l'occasion desquels des pierres ont été retrouvées et réérigées, 27 pierres sont désormais dressées et 37 autres ont été remplacées par des piliers en ciment.
Quatre pierres à proximité de la zone sont désormais également incluses dans l'avenue.

## Sépultures
En plus de montrer le chemin, les pierres semblent avoir servi d'indices sur les lieux de sépulture de certains membres de la communauté d'Avebury. Quelque temps après la construction de l'avenue, plusieurs enterrements peu profonds ont été effectués au pied des pierres. Les sépultures sont associées à la culture campaniforme, venue du continent juste avant le début de l'Âge du bronze. Dans les années 1930, Stuart Piggott et Keiller ont ouvert quatre des tombes, dont trois contenaient les restes d'un individu et la quatrième de trois. On pense que les sépultures étaient soit celles de personnalités très respectées, soit celles de victimes offertes en sacrifice. D'autres fouilles le long de l'avenue ont révélé d'autres ossements, probablement eux aussi issus de sépultures.